# مكعب الروبيك في الثقافة الشعبية

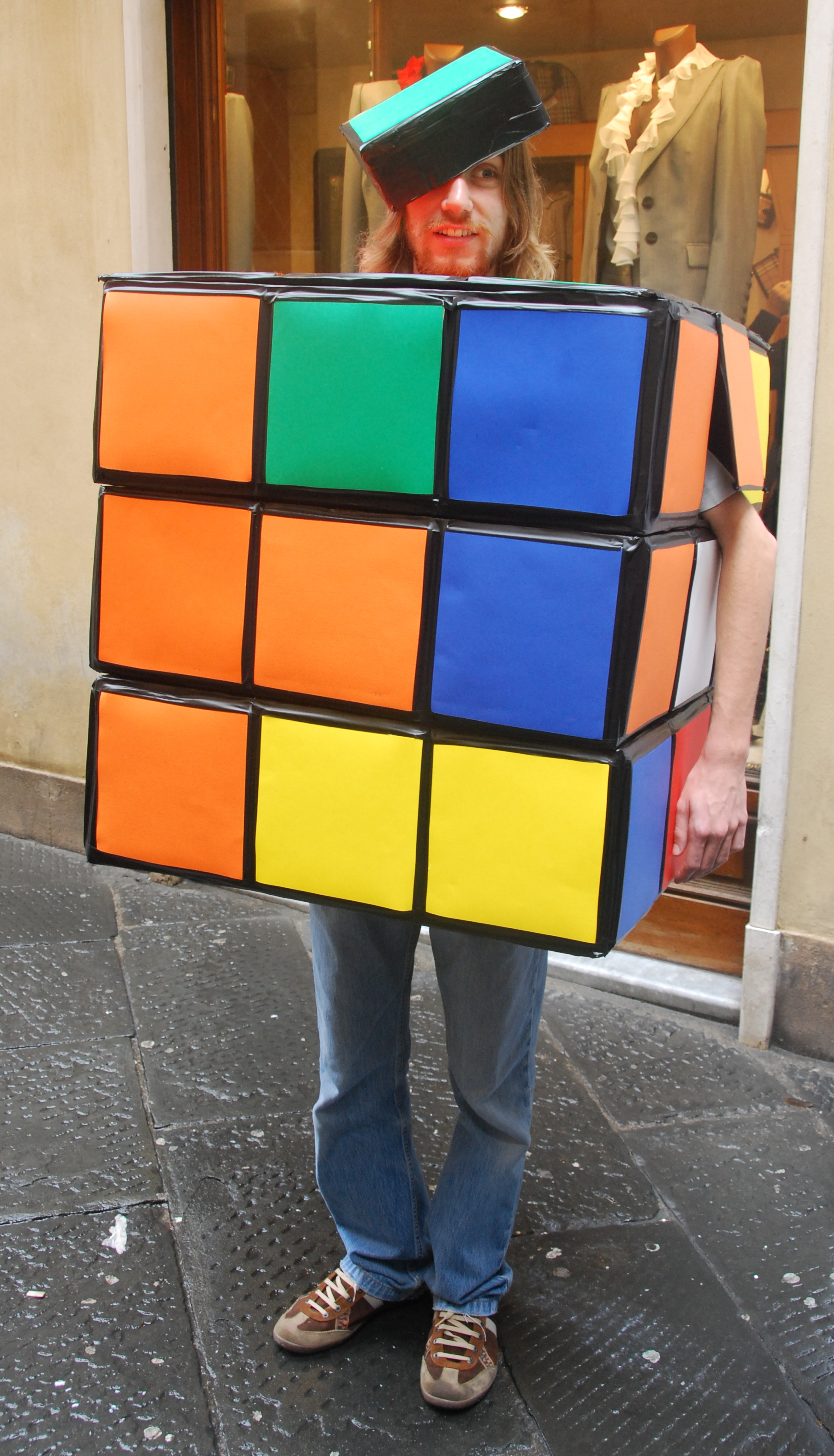
تأثيري كمكعب روبيك في Lucca Comics and Games (2008)

مكعب روبيك، اختراع إرنو روبيك المجري عام 1974، أبهر الناس في جميع أنحاء العالم وأصبحت واحدة من أكثر الألعاب شعبية في أمريكا في أوائل الثمانينيات، بعد أن تم إصدارها في البداية باسم Magic Cube في المجر في أواخر عام 1977، ثم إعادة تم تصنيعه وإصداره في العالم الغربي باسم مكعب روبيك في عام 1980. اعتبارًا من يناير 2009، تم بيع 350 مليون مكعب في جميع أنحاء العالم  مما يجعلها لعبة الألغاز الأكثر مبيعًا في العالم. حصل على مكان كمعرض دائم في متحف نيويورك للفن الحديث ودخل قاموس أكسفورد الإنجليزي في عام 1982. يحتفظ Cube بمتابعين مخصصين، مع ما يقرب من 40000 إدخال على YouTube تعرض برامج تعليمية ومقاطع فيديو للحلول السريعة.

## في السينما والتلفزيون
دوما ما تُستخدم القدرة على حل مكعب روبيك بسرعة كطريقة للإشارة على معدل ذكاء مرتفع للشخصية.[بحاجة لمصدر] أفلام بريك، هرمجدون، يا صاح، أين سيارتي؟ و WALL-E و Little Big Shots و Let the Right One In و The Pursuit of Happyness و Snowden وسلسلة ساينفيلد و The Simpsons تتضمن متواليات تصور هذا الامر. 
- تشعر الشخصيات بالإحباط بسبب الكعب الروبيك في أفلام UHF و Being John Malkovich و The Wedding Singer و The Band Played On و Mr.Peabody و Sherman وHellboy .
- في فيلم Night at the Museum: Battle of the Smithsonian (2009)، تستخدم الشخصية الرئيسية «مكعب روبيك» كخدعة لخداع وإبطاء تقدم الشرير.
- الكارتون السوفيتي (روسيا حاليا) «كيوب» (rus. Кубик) عبارة عن حزمة فيلم تلفزيوني يتم فيه الانتقال من فيلم قصير إلى آخر تحت مكعب روبيك.
- روبيك، المكعب المذهل كان مسلسل تلفزيوني قصير الأجل صباح يوم السبت حيث كانت الشخصية الرئيسية هي مكعب روبيك الواعي.
- في الموسم الثالث من <i id="mwTg">القانون والنظام</i>، قام المحققان بريسكو (جيري أورباخ) ولوجان (كريس نوث) باعتقال رجل يلعب بمكعب روبيك على مقعد.
- في البرنامج التلفزيوني البريطاني Law &amp; Order UK، يمكن رؤية شخصية James Steel أحيانًا وهي تحاول حل أحدها، بالإضافة إلى ذلك، شوهد أحدهم على مكتبه.
- في <i id="mwVg">حلقة ساوث بارك</i> "The Ring"، يمكن رؤية مكعب 4x4x4 على غلاف مجلة وفي "The Coon" يمكن رؤية مكعب روبيك 3x3x3.
- في «حروب المكعبات» حلقة من المسلسل التلفزيوني مهما حدث. . . روبوت جونز؟، يلعب الطلاب بمكعب قابل للتغيير 4x4x4 يسمى Wonder Cube وهو مشابه لمكعب Rubik's Revenge.[6]
- تتميز The Big Bang Theory بصندوق مناديل يشبه مكعب روبيك.[7]
- في عام 2010، قامت شبكة التلفزيون الفلبينية التجارية TV5 بتحديد محطتها الخاصة من مكعب روبيك.[8]
- يمكن رؤية مكعب روبيك في <i id="mwaQ">Toy Story</i> Toon Partysaurus Rex . وهي ترقص جنبًا إلى جنب مع الألعاب الأخرى التي غرقت في قاع حوض الاستحمام الخاص بوني بعد أن هبطت لعبة سمكة منتفخة مضيئة في قاع الحوض.
- في 14 أبريل 2013، بثت ناشيونال جيوغرافيك الحلقة الثانية، الثوار، من سلسلة أفلامهم الوثائقية، الثمانينيات: العقد الذي صنعنا. ظهر مكعب روبيك في جزء من تلك الحلقة.[9][10]
- كانت مكعبات روبيك سمة من سمات مسابقة الأغنية الأوروبية لعام 2014، حيث قدمت البطاقة البريدية الدخول المجري الذي يُظهر András Kállay-Saunders إكمال مكعب روبيك ومن ثم إنشاء العلم المجري من عدة مكعبات، تكريمًا لأصول Ernő Rubik المجرية.
- مكعب روبيك هو أحد الأدوات التي يستخدمها بالتازار برات في Despicable Me 3 . يستخدمها كقنبلة دخان.
- في حلقة «شارة! بندقية!» (S1E02) من المسلسل التلفزيوني Limitless، الذي تم بثه لأول مرة في عام 2015، شوهد بطل الرواية براين وهو يحل مكعبين من روبيك في وقت واحد، كل منهما بيد واحدة، بفضل تأثيرات NZT، وهو عقار قوي يحفز الدماغ في مركز مسلسلات وفيلم 2011 ذي الصلة (بلا حدود).
- حل Solved فيلم رعب قصير 2016 من بطولة بطل العالم السريع رو هيسلر، يصور هوسًا بمكعب روبيك باعتباره جهاز الرسم المركزي.[11][12]
- في عام 2010، حصلت وكالة Creative Artists Agency على حقوق الفيلم في اللعبة وتبحث من استوديو إلى استوديو للحصول على فيلم.[13]
- في حلقة «مرحبًا بك مرة أخرى، شارلوت ريتشاردز» (S3E05) من Lucifer، والتي تم بثها لأول مرة في عام 2017، شوهدت Ella Lopez (عالمة الطب الشرعي في LAPD) وهي تلعب بمكعب روبيك في المدرسة القديمة أثناء التحدث إلى Daniel Espinoza (المكعب قليل. يتحول من حلها).
- في فيلم Ready Player One لعام 2018، يستخدم واد ماتز مكعب روبيك يسمى Zemeckis Cube لعكس تدفق الوقت في المنطقة المجاورة له.[14]
- يستخدم فيلم Spider-Man: Into the Spider-Verse لعام 2018 مكعب روبيك كقمة جارية تنتقل فيه شخصية جانبية، Spider-Man Noir، إلى الحاضر، حيث تم تعيين الفيلم، واكتشاف مكعب روبيك.
- إن Spider-Man Noir مفتون به على الرغم من أنه لا يستطيع رؤية اللون. في مشهد ما بعد الاعتمادات للفيلم، شوهد مرة أخرى في الماضي، يبيع مكعب روبيك باعتباره أداة غريبة رائعة.
- يُظهر فيلم Toy Story 4 لعام 2019، مكعبات روبيك المشوشة التي تركها آندي ديفيس وبوني أندرسون.

## معرض المتحف
قام مركز ليبرتي للعلوم وجوجل بتصميم معرض تفاعلي يعتمد على مكعب روبيك. تم افتتاحه في LSC في جيرسي سيتي، في أبريل 2014 للاحتفال بالذكرى الأربعين لاختراع Cube قبل السفر دوليًا لمدة 7 سنوات. تتضمن عناصر المعرض مكعبًا على السطح يبلغ ارتفاعه 35 قدمًا مصنوعًا من الأضواء التي يمكن للناس معالجتها بالهاتف المحمول والخلوي، ومكعبًا بقيمة 2.5 مليون دولار مصنوع من الماس، ومكعب عملاق يعرض الأعمال الداخلية للغز، وروبوتات لحل المكعبات.

## غوغل دودلز (خربشات غوغل)
للاحتفال بالذكرى الأربعين لاختراع المكعب، قامت Google بعمل رسم شعار مبتكر تفاعلي للمكعب في 19 مايو 2014. سمحت رسومات الشعار المبتكرة للمستخدمين بحل المكعب، عن طريق لف أجزائه وقلبها، مع الحفاظ على درجة من الحركات على الجانب.

## الاغاني المصورة
يظهر المكعب الشهير في الفيديو الموسيقي لـ Spice Girls "Viva Forever". يظهر المكعب أيضًا في الفيديو الموسيقي " Payphone " الخاص بـ Maroon 5. يمكن العثور عليها (لم يتم حلها) على مكتب المصرفي في الفيديو الرسمي. يظهر المكعب أيضًا في مقطع الفيديو الموسيقي "If You " للمغني Magic Box . يظهر المكعب لفترة وجيزة وهو يتم التعامل معه بخشونة (بشكل هزلي، باستخدام مفك براغي) من خلال رسم كاريكاتوري للعرائس للسيد سبوك من ستار تريك في فيديو موسيقي بعنوان " أرض الارتباك " من جينيسيس.

## الموسيقى
في عام 1981، أصدرت فرقة البوب البريطانية الفكاهية The Barron Knights أغنية بعنوان السيد روبيك ظهرت في ألبومها بعنوان Twisting The Knights Away . يصور غلاف الألبوم أيضًا مكعب روبيك الذي يحتوي على صور أعضاء الفرقة على كل مكعب أصغر. الأغنية تدور حول شخص أصيب بالجنون بعد لعب مكعب روبيك.
تم إصدار مكعب روبيك الترويجي الذي يضم صور جوليان أوبي الأربعة لأعضاء فرقة Blur في عام 2000 للترويج لألبوم Blur: The Best of Album (الذي يضم أيضًا صورًا على الغلاف)

## الفنون

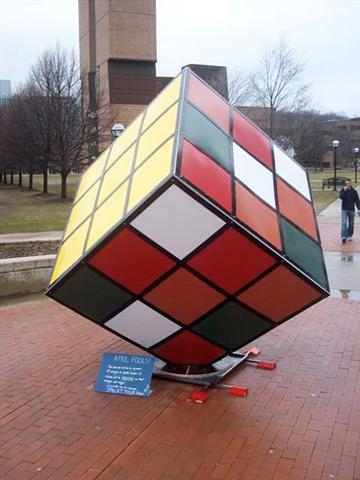
تم بناء مكعب روبيك الكبير في الحرم الشمالي لجامعة ميشيغان

ربما منذ الأيام الأولى لجنون مكعب الروبيك في ثمانينيات القرن الماضي، قام الناس بتجميع مكعبات لتشكيل قطع فنية بسيطة، وقد تمت ملاحظة العديد من الفنانين الشعبيين الأوائل لعملهم. كانت مكعبات روبيك أيضًا موضوعًا للعديد من منشآت فن البوب. نظرًا لشعبيتها كلعبة أطفال، قام العديد من الفنانين والمجموعات بإنشاء مكعبات روبيك كبيرة.
Tony Rosenthal's Alamo ("The Astor Cube") هو تمثال بارز لمكعب يقف في مدينة نيويورك. بمجرد تغطية المكعب بألواح ملونة بحيث يشبه مكعب روبيك. وبالمثل، قام طلاب جامعة ميشيغان بتغطية Endover لإنشاء مكعب روبيك كبير في الحرم الجامعي المركزي لجامعة ميشيغان ليوم كذبة أبريل في عام 2008. بالتزامن مع غطاء مكعب يوم كذبة أبريل 2008، قامت مجموعة طلابية بإنشاء مكعب روبيك كبير دوار غير وظيفي للحرم الجامعي الشمالي لجامعة ميشيغان. بنيت من 600+ رطل من الفولاذ، كان المكعب إضافة مسلية للحرم الشمالي. تمت إزالته في وقت لاحق من نفس الفصل الدراسي، وعاد المكعب إلى الظهور في خريف عام 2008 في اليوم الأول من الفصول الدراسية. تمت إزالته لاحقًا، ولكن استجابةً للمكعب، تخطط الجامعة لتركيب فن مكعب روبيك الدائم في الحرم الجامعي الشمالي. تم العثور على تركيبات Cube كبيرة الحجم مع سلالم خارج المباني التي تحمل طابع الثمانينيات في منتجع Pop Century Resort من Disney.
أكبر تمثال لمكعب روبيك حتى الآن، يُدعى Groovik's Cube،  هو 30 قدم طويلًا وتم بناؤه بواسطة فريق من الفنانين في سياتل في عام 2009 لصالح Burning Man . يتم تشغيل القطعة بواسطة مصابيح بنظام LED وهي تفاعلية بالكامل ويمكن تشغيلها باستخدام محطات التحكم الإلكترونية.

### تكعيب روبيك
بعيدًا عن الفن الشعبي في الثمانينيات والتسعينيات، والتكرار البسيط لمكعب روبيك في شكل كبير الحجم، طور الفنانون أسلوبًا فنيًا تنقيطيًا باستخدام المكعبات. مكعب روبيك آرت الملقب RubikCubism تستخدم لعبة Rubik's Cubism ، وهي لعبة ألغاز شهيرة في الثمانينيات. ربما حدثت الأشكال الأولى البسيطة للفن مع «المكعبات» المستقلة حتى في السنوات الأولى بعد أن أصبح المكعب شائعًا. 
يبدو أن أقدم الأعمال الفنية المسجلة قد تم إنشاؤها بواسطة فريد هولي، وهو رجل أعمى قانونيًا في الستينيات من عمره في منتصف الثمانينيات. تركز هذه القطع المبكرة على الأشكال الهندسية وأنماط الألوان. لا يبدو أن هناك قطع فنية أخرى مسجلة حتى منتصف التسعينيات من قبل هواة المكعبات المشاركين في صناعة الألغاز والألعاب.

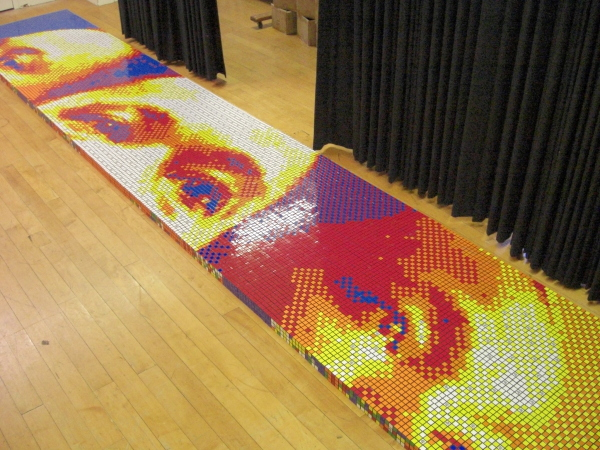
قطعة "الأحلام الكبيرة" لبيت فكتو قيد الإعداد.

وصل شكل الفن الشعبي إلى مستوى آخر من تطوره مع التطور والنضج إلى شكل من أشكال فن البوب يتألف من تصورات فن مكعبات التنقيطية. بدأ فنان الشارع الذي يستخدم الاسم المستعار " Invader " أو "Space Invader" في عرض القطع التنقيطية، بما في ذلك واحدة لرجل خلف مكتب وماريو بروس، باستخدام مكعب روبيك في يونيو 2005 في معرض بعنوان "Rubik Cubism" في Sixspace في لوس أنجلوس. قبل هذا المعرض، استخدم الفنان مكعبات روبيك لإنشاء غزاة الفضاء العملاقين. ومن بين الفنانين الآخرين روبي ماكينون من تورنتو كندا  مع أول عمل منشور في عام 2007  والذي يدعي أنه طور كتابه التنقيطي كيوب آرت قبل سنوات عندما كان مدرسًا في الصين. تم عرض أعمال روبي ماكينون في Ripley's Believe it or Not وركزت على استخدام فن البوب، بينما عرض Space Invader فن Cube إلى جانب Mosaic Space Invaders في المعارض التجارية والعامة.
في عام 2010، ابتكر الفنان بيت فكتو «الأحلام الكبيرة Dream Big»،  تكريمًا لمارتن لوثر كينغ جونيور باستخدام 4242 مكعبات روبيك المرخصة رسميًا. عمل Fecteau أيضًا مع منظمة You Can Do The Rubik's Cube  لإنشاء دليلين منفصلين مصممين لتعليم أطفال المدارس كيفية إنشاء فسيفساء مكعب روبيك من القوالب التي أنشأها أيضًا.

## ألعاب الفيديو
تم صنع عدد قليل من ألعاب الفيديو على أساس مكعب الروبيك. كانت هناك إصدارات على Wii في عام 2009، وiOS في عام 2010، وNintendo 3DS وWii U في عام 2016. أصدرت أتاري نسخة غير رسمية من المكعب لنظام أتاري 2600 في عام 1982، تحت اسم أتاري فيديو كيوب .

## الأدوات والأجهزة
في عام 2018، قدم فريقان مستقلان للتطوير إصدارات إلكترونية من مكعب روبيك. قدمت مجموعة من تل أبيب (إسرائيل) GoCube، وهو مكون إضافي لأداة رياضية عبر بلوتوث إلى الجهاز اللوحي. وقدم المخترع ساففا البالغ من العمر 13 عامًا مع والده إيليا أوسيبوف، من نوفاتو (الولايات المتحدة)، نسخة 2 × 2 × 2 من مكعب روبيك WOWCube (وحدة تحكم في الألعاب)، مع 24 شاشة والعديد من الألعاب، تعمل كوحدة تحكم في الألعاب.

## الاسلوب الساخر
يسخر الموقع الساخر The People's Cube من الصواب السياسي عن طريق بيع المكعبات ذات اللون الأحمر من جميع الجوانب الستة، وبالتالي ضمان نتائج متساوية لكل من يحاول «حلها».

## الروابط الخارجية
- ألامو توني روزنثال كمكعب روبيك مسطح للغاية